# Тегкаевы
Тегка́евы (осет. Тегкатæ) — осетинская фамилия.

## Происхождение
Фамилия Тегкаевых принадлежит к категории старейших в Туальском ущелье, о происхождении этого рода сохранилось предание. Так, согласно легенде, однажды из Трусовского ущелья пришли братья Тегка, Магка и Кайтмаз. От этих людей соответственно их именам произошли фамилии — Тегкаевых, Магкаевых и Кайтмазовых. Магка и Тегка выбрали для жизни селение Нижний Зарамаг, а Кайтмаз решил поселиться в Верхнем Зарамаге. При переселении горцев на равнину Тегкаевы перебрались в Харисджин (Куртатинское ущелье), а другая часть в дигорское село Донифарс а оттуда на равнину в Лескен и Хазнидон.

## Генеалогия
Среди фамилии Тегкаевых известны четыре патронимии (осет. фыдыфырт): Гаката, Седанта, Тунарта, Хазмайта.

## Известные представители
- Хазби Несторович Тегкаев (1910 – 1980) — ученый, педагог, мастер спорта по альпинизму.
- Юрий Иванович Тегкаев — штангист, чемпион Европы по тяжелой атлетике (2011).